# 중부지구 (말라위)

중부지구

중부지구(Central Region)는 말라위의 지구로 구도는 릴롱궤(말라위의 수도이기도 함)이며 면적은 35,592km2, 인구는 5,491,034명(2008년 기준)이다. 말라위호와 접하고 있고 잠비아, 모잠비크와 국경을 접한다. 9개 도(데자도, 도와도, 카숭구도, 릴롱궤도, 음친지도, 은코타코타도, 은체우도, 은치시도, 살리마도)를 관할한다.